# 5608 Olmos
5608 Olmos là một tiểu hành tinh vành đai chính với chu kỳ quỹ đạo là 1,567.8586879 ngày (4.29 năm).
Nó được phát hiện ngày 12 tháng 3 năm 1993, và đặt tên theo diễn viên Edward James Olmos.